# Edward (Bischof)
Edward († 10. August 1171) war ein schottischer Geistlicher und Höfling. Er war von vor 1150 bis 1171 Bischof von Aberdeen.
Edward war Geistlicher und diente ab etwa 1143 bis 1145 als Kanzler von König David I. Vor 1150 wurde er Bischof der Diözese Aberdeen. Vor 1150 bezeugte er mit Alwyn, Abt von Holyrood Abbey, der in diesem Jahr von seinem Amt zurücktrat, eine Urkunde. In den nächsten Jahren bezeugte Edward für David I. und dessen Nachfolger Malcolm IV. weitere Urkunden. Als Bischof versuchte er, mit Hilfe von Kanonikern oder Mönchen ein Kathedralkapitel zu bilden, was trotz der Unterstützung durch Papst Hadrian IV. scheiterte.